# Världsmästerskapet i volleyboll för klubblag 2016 (damer)
Världsmästerskapet i volleyboll för klubblag 2016 spelades 18 till 23 oktober 2016 i Pasay, Filippinerna. Det var den tionde upplagan av turneringen, som organiseras av FIVB, och åtta lag deltog. Eczacıbaşı SK vann turneringen för andra gången i rad genom att besegra Volleyball Casalmaggiore i finalen. Tijana Bošković utsågs till mest värdefulla spelare.

## Regelverk

### Upplägg
Tävlingen skedde i tre faser, en gruppspelsfas följd av en slutspelsfas i cupformat.
- Gruppspelet skedde med två grupper om fyra lag. Alla lag mötte alla lag i sin grupp.
- De två första i varje grupp gick vidare till slutspel med semifinal, match om tredjepris och final. Alla möten bestämdes direkt genom en match.
- De två sista i varje grupp gick till ett motsvarande slutspel om matcherna 5-8.

### Metod för att bestämma tabellplacering
Om slutresultatet blev 3-0 eller 3-1 tilldelades 3 poäng till det vinnande laget och 0 till det förlorande laget, om slutresultatet blev 3-2 tilldelades 2 poäng till det vinnande laget och 1 till det förlorande laget. 
Rankningsordningen i serien definierades utifrån:
- Antal vunna matcher
- Poäng
- Kvot vunna / förlorade set
- Kvot vunna / förlorade poäng.
- Inbördes möten

## Deltagande lag
| Lag                        | Turnering                            | Deltog senast                                     |
| -------------------------- | ------------------------------------ | ------------------------------------------------- |
| Bangkok Glass VC           | 1:a asiatiska mästerskapet 2015      | Debut                                             |
| Volleyball Casalmaggiore   | 1:a CEV Champions League 2015-16     | Debut                                             |
| Eczacıbaşı SK              | Wild card                            | Världsmästerskapet i volleyboll för klubblag 2015 |
| Vakıfbank SK               | Wild card                            | Världsmästerskapet i volleyboll för klubblag 2013 |
| Hisamitsu Springs          | Wild card                            | Världsmästerskapet i volleyboll för klubblag 2015 |
| PSL All-Stars              | Värdlag                              | Debut                                             |
| Rio de Janeiro Vôlei Clube | 1:a sydamerikanska mästerskapet 2016 | Världsmästerskapet i volleyboll för klubblag 2015 |
| Voléro Zürich              | Wild card                            | Världsmästerskapet i volleyboll för klubblag 2015 |

## Turneringen

### Gruppspelsfasen
| Grupp A                    | Grupp B           |
| -------------------------- | ----------------- |
| Volleyball Casalmaggiore   | Bangkok Glass VC  |
| Eczacıbaşı SK              | Vakıfbank SK      |
| PSL All-Stars              | Hisamitsu Springs |
| Rio de Janeiro Vôlei Clube | Voléro Zürich     |

#### Grupp A

##### Resultat
| 18 oktober 2016 Mall of Asia Arena, Pasay Speltid: 1:11 - Åskådare: 1 381 | Volleyball Casalmaggiore   | 0 - 3 | Eczacıbaşı SK              | 17-25, 18-25, 15-25               |
| 18 oktober 2016 Mall of Asia Arena, Pasay Speltid: 1:11 - Åskådare: 3 000 | PSL All-Stars              | 0 - 3 | Rio de Janeiro Vôlei Clube | 15-25, 13-25, 20-25               |
| 19 oktober 2016 Mall of Asia Arena, Pasay Speltid: 2:02 - Åskådare: 700   | Volleyball Casalmaggiore   | 3 - 2 | Rio de Janeiro Vôlei Clube | 17-25, 25-20, 25-20, 19-25, 18-16 |
| 20 oktober 2016 Mall of Asia Arena, Pasay Speltid: 2:00 - Åskådare: 800   | Rio de Janeiro Vôlei Clube | 2 - 3 | Eczacıbaşı SK              | 27-25, 19-25, 25-22, 18-25, 11-15 |
| 20 oktober 2016 Mall of Asia Arena, Pasay Speltid: 1:20 - Åskådare: 2 400 | PSL All-Stars              | 0 - 3 | Volleyball Casalmaggiore   | 19-25, 15-25, 21-25               |
| 21 oktober 2016 Mall of Asia Arena, Pasay Speltid: 1:39 - Åskådare: 2 800 | PSL All-Stars              | 1 - 3 | Eczacıbaşı SK              | 17-25, 17-25, 25-23, 14-25        |

##### Sluttabell
| Pos. | Lag                        | Pt | M | V | F | SV | SF | Kvot  | PV  | PF  | Kvot  |
| ---- | -------------------------- | -- | - | - | - | -- | -- | ----- | --- | --- | ----- |
| 1    | Eczacıbaşı SK              | 8  | 3 | 3 | 0 | 9  | 3  | 3.000 | 285 | 223 | 1.278 |
| 2    | Volleyball Casalmaggiore   | 5  | 3 | 2 | 1 | 6  | 5  | 1.200 | 229 | 236 | 0.970 |
| 3    | Rio de Janeiro Vôlei Clube | 5  | 3 | 1 | 2 | 7  | 6  | 1.166 | 281 | 264 | 1.064 |
| 4    | PSL All-Stars              | 0  | 3 | 0 | 3 | 1  | 9  | 0.111 | 176 | 248 | 0.709 |

#### Grupp B

##### Resultat
| 18 oktober 2016 Mall of Asia Arena, Pasay Speltid: 1:39 - Åskådare: 300   | Vakıfbank SK     | 3 - 1 | Hisamitsu Springs | 25–14, 25–15, 29–31, 25–18        |
| 18 oktober 2016 Mall of Asia Arena, Pasay Speltid: 1:08 - Åskådare: 365   | Voléro Zürich    | 3 - 0 | Bangkok Glass VC  | 25-21, 25-19, 25-23               |
| 19 oktober 2016 Mall of Asia Arena, Pasay Speltid: 1:06 - Åskådare: 600   | Voléro Zürich    | 3 - 0 | Hisamitsu Springs | 25-19, 25-15, 25-17               |
| 20 oktober 2016 Mall of Asia Arena, Pasay Speltid: 1:09 - Åskådare: 600   | Bangkok Glass VC | 0 - 3 | Hisamitsu Springs | 14-25, 18-25, 20-25               |
| 20 oktober 2016 Mall of Asia Arena, Pasay Speltid: 2:06 - Åskådare: 1 500 | Voléro Zürich    | 3 - 2 | Vakıfbank SK      | 25-22, 27-25, 16-25, 12-25, 16-14 |
| 21 oktober 2016 Mall of Asia Arena, Pasay Speltid: 1:11 - Åskådare: 900   | Vakıfbank SK     | 3 - 0 | Bangkok Glass VC  | 25-19, 25-23, 25-18               |

##### Sluttabell
| Pos. | Lag               | Pt | M | V | F | SV | SF | Kvot  | PV  | PF  | Kvot  |
| ---- | ----------------- | -- | - | - | - | -- | -- | ----- | --- | --- | ----- |
| 1    | Voléro Zürich     | 8  | 3 | 3 | 0 | 9  | 2  | 4.500 | 246 | 225 | 1.093 |
| 2    | Vakıfbank SK      | 7  | 3 | 2 | 1 | 8  | 4  | 2.000 | 290 | 235 | 1.234 |
| 3    | Hisamitsu Springs | 3  | 3 | 1 | 2 | 4  | 6  | 0.666 | 205 | 231 | 0.887 |
| 4    | Bangkok Glass VC  | 0  | 3 | 0 | 3 | 0  | 9  | 0.000 | 175 | 225 | 0.777 |

### Slutspelsfasen

#### Spel om plats 1-4
|  | Semifinaler              | Semifinaler |                          |               | Final               | Final               |  |
|  |                          |             |                          |               |                     |                     |  |
|  | Eczacıbaşı SK            | 3           |                          |               |                     |                     |  |
|  | Eczacıbaşı SK            | 3           |                          |               |                     |                     |  |
|  | Vakıfbank SK             | 1           |                          |               |                     |                     |  |
|  | Vakıfbank SK             | 1           |                          | Eczacıbaşı SK | 3                   |                     |  |
|  |                          |             |                          | Eczacıbaşı SK | 3                   |                     |  |
|  |                          |             | Volleyball Casalmaggiore | 2             |                     |                     |  |
|  | Voléro Zürich            | 1           | Volleyball Casalmaggiore | 2             |                     |                     |  |
|  | Voléro Zürich            | 1           |                          |               |                     |                     |  |
|  | Volleyball Casalmaggiore | 3           |                          |               | Match om tredjepris | Match om tredjepris |  |
|  | Volleyball Casalmaggiore | 3           |                          |               |                     |                     |  |
|  |                          |             |                          |               |                     |                     |  |
|  |                          |             |                          |               | Vakıfbank SK        | 3                   |  |
|  |                          |             |                          |               | Vakıfbank SK        | 3                   |  |
|  |                          |             |                          |               | Voléro Zürich       | 1                   |  |

##### Semifinaler
| 22 oktober 2016 Mall of Asia Arena, Pasay Speltid: 1:42 - Åskådare: 1 000 | Eczacıbaşı SK | 3 - 1 | Vakıfbank SK             | 25-23, 19-25, 25-17, 25-23 |
| 22 oktober 2016 Mall of Asia Arena, Pasay Speltid: 1:43 - Åskådare: 3 100 | Voléro Zürich | 1 - 3 | Volleyball Casalmaggiore | 27-25, 23-25, 17-25, 23-25 |

##### Match om tredjepris
| 23 oktober 2016 Mall of Asia Arena, Pasay Speltid: 1:32 - Åskådare: 1 100 | Vakıfbank SK | 3 - 1 | Voléro Zürich | 25-14, 21-25, 25-22, 25-11 |

##### Final
| 23 oktober 2016 Mall of Asia Arena, Pasay Speltid: 1:59 - Åskådare: 6 700 | Eczacıbaşı SK | 3 - 2 | Volleyball Casalmaggiore | 25-19, 20-25, 25-19, 22-25, 15-11 |

#### Spel om plats 5-8
|  | Matcher om plats 5-8       | Matcher om plats 5-8 |                   |                            | Match om femteplatsen  | Match om femteplatsen  |  |
|  |                            |                      |                   |                            |                        |                        |  |
|  | Rio de Janeiro Vôlei Clube | 3                    |                   |                            |                        |                        |  |
|  | Rio de Janeiro Vôlei Clube | 3                    |                   |                            |                        |                        |  |
|  | Bangkok Glass VC           | 0                    |                   |                            |                        |                        |  |
|  | Bangkok Glass VC           | 0                    |                   | Rio de Janeiro Vôlei Clube | 3                      |                        |  |
|  |                            |                      |                   | Rio de Janeiro Vôlei Clube | 3                      |                        |  |
|  |                            |                      | Hisamitsu Springs | 2                          |                        |                        |  |
|  | Hisamitsu Springs          | 3                    | Hisamitsu Springs | 2                          |                        |                        |  |
|  | Hisamitsu Springs          | 3                    |                   |                            |                        |                        |  |
|  | PSL All-Stars              | 0                    |                   |                            | Match om sjundeplatsen | Match om sjundeplatsen |  |
|  | PSL All-Stars              | 0                    |                   |                            |                        |                        |  |
|  |                            |                      |                   |                            |                        |                        |  |
|  |                            |                      |                   |                            | Bangkok Glass VC       | 3                      |  |
|  |                            |                      |                   |                            | Bangkok Glass VC       | 3                      |  |
|  |                            |                      |                   |                            | PSL All-Stars          | 0                      |  |

##### Semifinaler
| 22 oktober 2016 Mall of Asia Arena, Pasay Speltid: 1:42 - Åskådare: 1 000 | Rio de Janeiro Vôlei Clube | 3 - 0 | Bangkok Glass VC | 25-19, 25-15, 25-20 |
| 22 oktober 2016 Mall of Asia Arena, Pasay Speltid: 1:10 - Åskådare: 2 800 | Hisamitsu Springs          | 3 - 0 | PSL All-Stars    | 25-15, 25-18, 25-21 |

##### Match om sjundeplats
| 23 oktober 2016 Mall of Asia Arena, Pasay Speltid: 1:32 - Åskådare: 1 100 | Bangkok Glass VC | 3 - 0 | PSL All-Stars | 25-16, 25-23, 25-20 |

##### Match om femteplats
| 23 oktober 2016 Mall of Asia Arena, Pasay Speltid: 2:02 - Åskådare: 800 | Hisamitsu Springs | 2 - 3 | Rio de Janeiro Vôlei Clube | 25-20, 22-25, 15-25, 32-30, 7-15 |

## Slutplaceringar
| Pos | Lag                        |
| --- | -------------------------- |
|     | Eczacıbaşı SK              |
|     | Volleyball Casalmaggiore   |
|     | Vakıfbank SK               |
| 4   | Voléro Zürich              |
| 5   | Rio de Janeiro Vôlei Clube |
| 6   | Hisamitsu Springs          |
| 7   | Bangkok Glass VC           |
| 8   | PSL All-Stars              |

## Individuella utmärkelser
| Utmärkelse              | Namn                | Lag                        |
| ----------------------- | ------------------- | -------------------------- |
| Mest värdefulla spelare | Tijana Bošković     | Eczacıbaşı SK              |
| Bästa passare           | Carli Lloyd         | Volleyball Casalmaggiore   |
| Bästa högerspiker       | Tijana Bošković     | Eczacıbaşı SK              |
| Bästa vänsterspiker     | Zhu Ting            | Vakıfbank SK               |
| Bästa vänsterspiker     | Tatjana Košeleva    | Eczacıbaşı SK              |
| Bästa center            | Foluke Akinradewo   | Voléro Zürich              |
| Bästa center            | Milena Rašić        | Vakıfbank SK               |
| Bästa libero            | Fabiana de Oliveira | Rio de Janeiro Vôlei Clube |